# Sigrød Haraldsson
Sigrød Haraldsson (nórdico antiguo: Sigröður Haraldsson) (883 - 934), príncipe de Noruega en el siglo IX, hijo de Harald I y Åsa Håkonsdatter, hija de Håkon Grjotgardsson. Era hermano menor del rey Guttorm Haraldsson de Ranrike y a su vez Sigrød lo fue del reino de Trondheim.
Tras la muerte del rey Harald I, Olaf Haraldsson Geirstadalf se constituyó a sí mismo rey de Noruega oriental y formó alianza con su hermanastro Sigrød para hacer frente a Eirik Hacha Sangrienta, este último favorito del rey y elegido sucesor al trono, pero no era nada popular entre sus hermanastros. Organizaron sus ejércitos y se enfrentaron a Eirik en la granja de Haugar. Olaf y Sigrød fueron derrotados, ambos murieron en la contienda y probablemente fueron enterrados en el mismo lugar. Haugar se convirtió en el epicentro del Haugating, la asamblea noruega del reino y el segundo lugar más importante para la proclamación de los reyes, actualmente Wedel-Jarlsberg al noroeste del centro de Tønsberg.